# Rythalle Solothurn
Die Rythalle Solothurn ist eine Veranstaltungshalle an der Baselstrasse 3 in der Schweizer Stadt Solothurn.

## Beschreibung

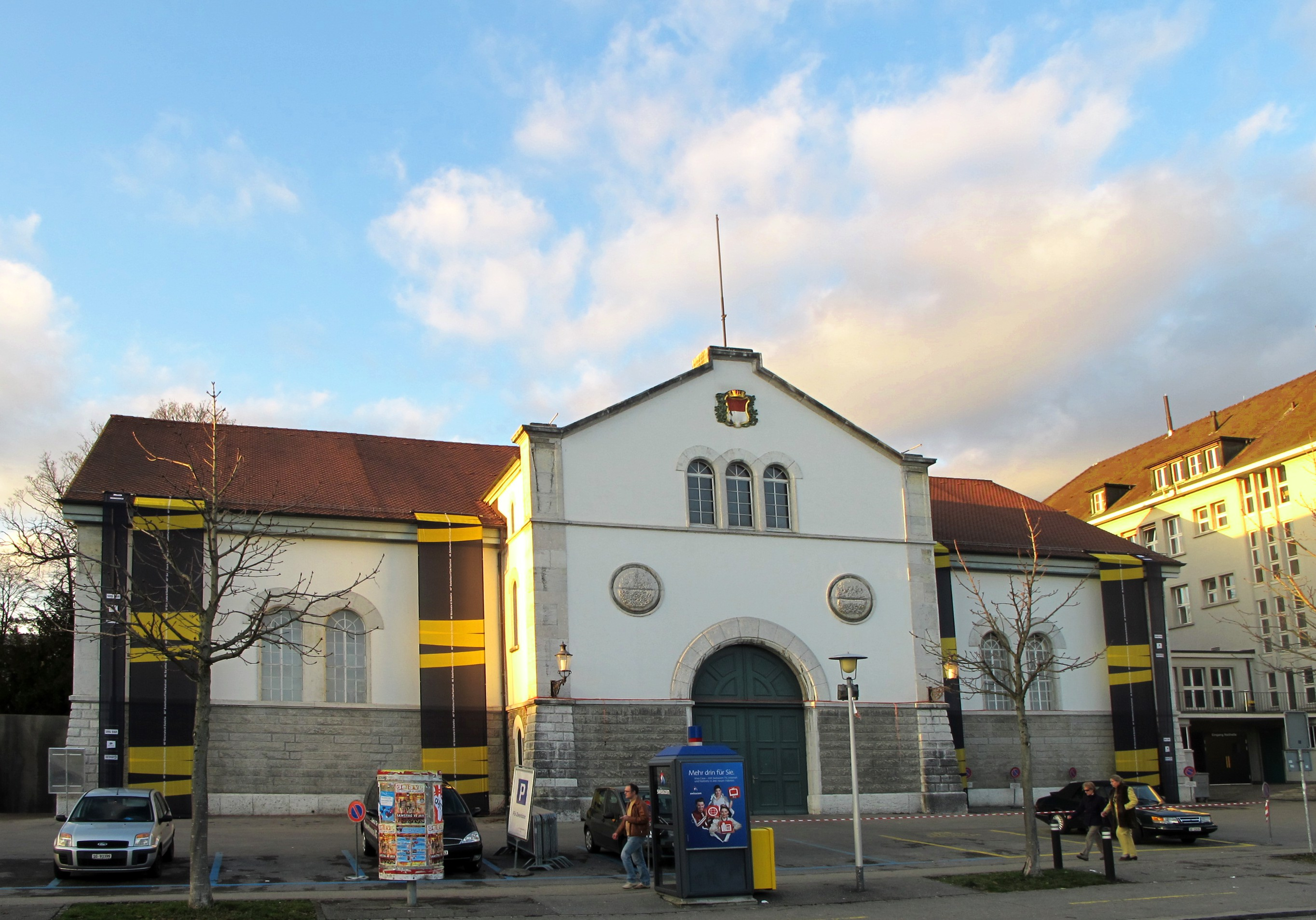
Rythalle während der Solothurner Filmtage 2011

Die ehemalige Reithalle ist rund 700 m² gross und wurde 1863 als Reitschule erbaut. Das Gebäude sollte jedoch nicht nur zum Reiten genutzt werden, sondern auch für Märkte, Ausstellungen und Festanlässe. Die Reithalle hat einen rechteckigen Grundriss, mit einem weit vorspringenden Eingangsportal an der südlichen Längsseite. Der Sockel ist aus Steinblöcken gemauert, darüber ist die Fassade verputzt. Die Fenster haben Rundbögen. Bis 1980 wurde das Gebäude noch regelmässig als Reithalle benutzt, seitdem dient sie nur noch als Veranstaltungsort.
2001 wurde die Rythalle renoviert und unter Denkmalschutz gestellt. Die Halle wird über das Unternehmen Rythalle Soledurn AG geführt, welche sie an Interessenten weitervermietet. Grösster regelmässig stattfindender Anlass in der Rythalle ist die während rund neun Tagen stattfindende Herbstmesse Solothurn (HESO), mit rund 100'000 Besuchern in den letzten Jahren.
Zu den namhaften regelmässig stattfindenden Veranstaltungen gehören:
| Name                    | Erste Durchführung | Beschreibung |
| ----------------------- | ------------------ | --- |
| Solothurner Biertage    | 2003               | Veranstaltung, bei der über 40 Brauereien ihre Biere bewerben und verkaufen |
| Solothurner Oktoberfest | 1999               | Oktoberfest mit verschiedenen Volksmusikgruppen und einem Konzert der Grenadiermusik Zürich, einem Umzug mit dem Haldengut-Rössligespann und einem Sechsspänner aus Shire Horses. |
| HESO                    | 1977               | Gewerbeausstellung im September |
| Solothurner Filmtage    | 1966               | Eine von mehreren Spielstätten, in denen die Filme aufgeführt werden. |

Des Weiteren weicht das Open Air Solothurn Classics bei schlechtem Wetter ebenfalls in die Rythalle aus.
Während der COVID-19-Pandemie diente die Rythalle 2021 als kantonales Impfzentrum von Solothurn.